# David Cameron
David William Donald Cameron (London, 1966. október 9. –) brit politikus, a Konzervatív Párt vezére, 2010-től 2016-ig az Egyesült Királyság miniszterelnöke, 2023-tól 2024-ig külügyminisztere. 2023. november 19-től Lord Cameron of Chipping Norton.

## Élete, politikai pályája
David Cameron 1966. október 9-én született Londonban. Családja jómódú, előkelő származású: Cameron IV. Vilmos és szeretője, Dorothea Jordan színésznő tíz törvénytelen gyermeke egyikének leszármazottja, ily módon II. Erzsébet királynőnek is távoli rokona. A középiskolát az Eton College-ban végezte, majd az Oxfordi Egyetemen szerzett kitüntetéses diplomát filozófiából, politikatudományból és közgazdaságtanból 1988-ban.
Az egyetem után a Konzervatív Párt Kutatási Központjában kezdett dolgozni, majd 1992-ben Norman Lamont pénzügyminiszter tanácsadója lett. A következő évben Michael Howard belügyminiszter tanácsadójaként dolgozott, amíg a konzervatív kormány el nem veszítette az 1994-es választásokat. 1994-ben a Carlton Communications nevű médiacégnél helyezkedett el, ahol a céges ügyfelekért felelős igazgató volt 2001-ig.
2001-ben a Londontól északnyugatra fekvő Witney parlamenti képviselőjévé választották. A parlamentben hamar kitűnt karizmatikus fellépésével, és két évnyi képviselőség után már a konzervatív frakció vezetőségében volt. Howard, aki addigra pártelnök lett, 2004-ben kinevezte a párt politikai koordináló bizottságának élére, aminek eredményeképpen Cameron volt a felelős a 2005-ös választási program összeállításáért. Miután a párt a választáson súlyos vereséget szenvedett, Howard lemondott, és Cameron lett a Konzervatív Párt vezetője.
Cameron vezetésével a konzervatívok megnyerték a 2006-os önkormányzati választásokat, és egy kezdeti visszaesés után egyre kedvezőbben szerepeltek a közvéleménykutatók felméréseiben. Cameron folyamatosan támadta a Tony Blairt felváltó Gordon Brown miniszterelnököt, akinek a népszerűsége erősen visszaesett a 2008-ban kirobbant gazdasági válság nyomán. A konzervatívok megnyerték a 2009-es európai parlamenti választást.
A 2010. május 6-i választáson a konzervatívok érték el a legjobb eredményt, de nem szereztek elég mandátumot ahhoz, hogy többségi kormányt alakíthassanak, így a Liberális Demokrata Párttal kellett koalícióra lépniük. Május 11-én a királynő David Cameront nevezte ki miniszterelnökké.
2016. február 20-án kormánya ülését követően bejelentette, hogy 2016. június 23-án népszavazást tartanak a megreformált Európai Unióban való maradásról. A népszavazás 52:48 arányban a kilépéspártiak fölényét hozta, ezért június 24-én bejelentette, hogy októberben távozik a kormányfői székből.
2016. július 11-én bejelentette, hogy július 12-én vezeti utoljára a kormányülést, és hogy július 13-ától új miniszterelnöke lesz az Egyesült Királyságnak, Theresa May személyében.
Ettől kezdve Cameron szinte egyáltalán nem szerepelt a nyilvánosság előtt. 2019 szeptemberében, megjelent könyvével kapcsolatos interjújában, először mondta el véleményét a Brexitről illetve a 2016-os népszavazásról. Boris Johnson miniszterelnökkel kapcsolatosan kritikus megjegyzéseket tett.
Rishi Sunak miniszterelnök 2023. november 13-án átszervezte kormányát. Az új kabinetben Cameron kapta meg a külügyminiszteri tisztséget. A brit kabinet tagjai hagyományosan a parlamenti képviselők közül kerülnek ki, és mivel Cameron 2016 óta nem volt már az alsóház tagja, Sunak felterjesztette a Lordok Háza tagjává.

## Családja
David Cameron 1996-ban feleségül vette az 1971-ben született Samantha Gwendoline Sheffieldet. Házasságukból négy gyermek született. A legidősebb, a 2002-ben többszörös rendellenességgel született Ivan Reginald Ian, 2010-ben meghalt. Kisebbik fiuk, Arthur Elwen 2006-ban, két lányuk, Nancy Gwen és Florence Rose Endellion pedig 2004-ben illetve 2010-ben született.

## Magyarul megjelent művei
- Cameron Cameronról. Kötetlen beszélgetések a brit miniszterelnökkel; riporter Dylan Jones, ford. Takács Zoltán; HVG Könyvek, Bp., 2011